# NGC 6248
NGC 6248 is een balkspiraalstelsel in het sterrenbeeld Draak. Het hemelobject werd op 11 augustus 1885 ontdekt door de Amerikaanse astronoom Lewis A. Swift.

## Synoniemen
- UGC 10564
- MCG 12-16-9
- ZWG 339.20
- KAZ 95
- PGC 58946